# جان هدسون
جان هدسون هي كاتِبة وكاتبة للأطفال كندية، ولدت في 27 أبريل 1954، وتوفيت في 22 أبريل 1990.